# 曾守身
曾守身（16世紀—17世紀），字顯卿，號致吾，四川成都府漢州德阳县人，明朝政治人物。同进士出身。

## 生平
二月二十日生，治易经。萬曆二十二年（1594年）甲午科順天乡试第二十名举人，二十三年（1595年）乙未科會試第八十名，廷試三甲第一百八十一名进士，都察院觀政，二十四年八月初授行人司行人，奉命为原任尚书吴兑造坟。改授汝寧府西平县知县，擢户部主事，晉郎中，三十七年八月升贵州威清道副使，改江西九江副使。四十六年十月起復为雲南副使。天启二年任廣西参政，分守苍梧，后改大理寺左评事，八月升大理寺左寺副。

## 家族
曾祖曾益。祖父曾永鸞。父曾傅，舉人、知縣。母王氏。具庆下。兄守约（廪生）。娶羅氏，继娶高氏。子锐、鍊、鍈。